# Club Deportivo de la Universidad Católica
El Club Deportivo Universidad Católica, más conocido como Universidad Católica, es una entidad deportiva ecuatoriana con sede en la ciudad de Quito. Fue fundado el 15 de mayo de 1963, como un equipo deportivo estudiantil de la Pontificia Universidad Católica del Ecuador. Actualmente participa en fútbol masculino y femenino: su plantel masculino se desempeña en la Serie A, y su plantel femenino, en la Súperliga Femenina.
El equipo ha recibido curiosos apodos a través de su historia. Su primer apelativo «Camaratta», surgió debido a que un sacerdote italiano, llamado Virgilio Camaratta, fue uno de los precursores del plantel. Posteriormente, recibió el apodo de «Trencito Azul», gracias a un hincha que, en la primera participación del club en Copa Libertadores, dio la vuelta a la cancha portando una locomotora azul. También se le conoce como «Chatoleí», dicho vocablo es una derivación del grito de los jugadores de la Universidad Católica de Chile, antes de un partido.
En cuanto a los logros deportivos, sus mayores logros son los subcampeonatos del Campeonato Ecuatoriano de Fútbol en 1973 y en 1979. No obstante, ha logrado varios títulos en divisiones menores. Su mayor rivalidad es con Liga de Quito, al ser ambos los dos equipos quiteños surgidos de universidades, juntos protagonizan el Clásico Universitario.
El club juega sus partidos de local en el Estadio Olímpico Atahualpa, donde comparte localía con El Nacional, Cumbayá, Cuniburo, América y Deportivo Quito. El estadio, conocido como «El Coloso del Batán», tiene una capacidad de 35.258 personas y es propiedad de la Concentración Deportiva de Pichincha (concesionado por el Municipio del Distrito Metropolitano de Quito). En este recinto es donde habitualmente desempeña su localía la selección de fútbol femenino de Ecuador. No posee un centro de entrenamientos propio, por lo que utiliza el Estadio La Armenia como tal; este inmueble se encuentra en el valle de Los Chillos, en las cercanías de Quito.

## Historia

### Los años 1960: fundación y primeros logros
El sueño de crear un Club con el nombre de la Universidad Católica nace una vez que el equipo quedara Campeón Interuniversitario en Guayaquil en 1962. Al regreso de ese campeonato en Guayaquil, gente con visión como Carlos Egas, Hugo Albornoz, el Padre José Rivera y el Padre Liborio López, y Gustavo Riofrío Protesorero de la Universidad Católica, deciden que ese grupo de estudiantes sigan jugando y con el auspicio del rector de la Universidad el Padre Luis Orellana.
Su primer presidente fue el Doctor Manuel de Guzmán Polanco. Por acuerdo ministerial número 947, del 15 de mayo de 1963, se aprobaron los estatutos del Club. Esta es la fundación legal como institución. Este año (1963) participó en el campeonato amateur de Pichincha.
En 1964, militó en el campeonato de ascenso y quedó campeón en enero de 1965, ganando al equipo Gladiador por un gol a cero, y con ello obtuvo el derecho a militar en la serie profesional. El gol del triunfo fue conseguido por Oswaldo Orbe, de tiro penal y el equipo estaba al mando del entrenador Eduardo Zambrano y después Gem Ribadeneira ambos jugadores de Liga de Quito. Los entrenamientos se realizaban donde era el Colegio Americano en La Floresta, actualmente la Escuela Politécnica Nacional.
En estos primeros dos años el equipo se forma con los campeones interuniversitarios de 1962 y estudiantes que llegan a la universidad recién graduados de bachilleres y amigos de los jugadores. Entre los más destacados podemos nombrar a los arqueros: Guillermo Félix y Antonio Chiriboga. Defensas: Fernando (payaso) Barra, Nelson (Chiche) Vallejo, Segundo Yánez, Publio Luque García, Ramiro Tobar, Germán (Chueco) Oliva. Volantes: Isaac Zambrano, Guillermo Sandoval, José Suárez, Oswaldo Orbe, Marcelo Zambrano. Delanteros: Patricio a Alfonso Troya, Patricio (Chueco) Oliva, Germán Suárez, Rafael (Pico) Terán, Alejandro Chiriboga, Mauricio Proaño.
Los primeros uniformes del equipo de Universidad Católica eran de líneas celestes y blancas verticales. Cuando se profesionaliza el equipo de fútbol en 1965, se trata de imitar el uniforme de la Universidad Católica, pero se cambia la franja horizontal, por una franja blanca vertical, dominando el color celeste que se ha mantenido hasta la fecha como característico de Universidad Católica.
En ese primer año en el profesionalismo, Universidad Católica se clasificó campeón en el XII torneo organizado por AFNA. Como hecho anecdótico la casa de retiro de los jesuitas, “San Agustín” en Machachi, dirigida por el Padre Vásquez Dodero abrió por primera vez sus puertas, para un evento que no sea un retiro espiritual y fue para concentrar al equipo de fútbol, previo a este partido final. El equipo estaba dirigido por el italiano Vessillo Bártoli. En la final, el 24 de octubre de 1965, venció a El Nacional por 1-0 con gol de Patricio Oliva. El italiano Bártoli sorprendió con sus planteamientos, ya fue el primer estratega que implementó en Ecuador la línea de 3 en defensa y los carrileros. El equipo estaba integrado en su mayor por estudiantes de la Universidad Católica, y con 4 refuerzos paraguayos de gran nivel como Carlos Gutiérrez, Primo Caballero, Francisco Taboada y Valerio Ferreira. Como hecho anecdótico, el premio que cada jugador y el entrenador recibió por haber quedado campeones, fue un pollo donado por Supermercados La Favorita a cada uno. En ese mismo año se realizaba el Campeonato Interandino quedando Campeón de Quito. La formación fue: Chiriboga, Escalante, Ruiz, Pepe Suárez, Carlos Gutiérrez, Luque, Francisco Taboada, Caballero, Valerio Ferreira, Ramiro Tobar, Agustín Cruz y Oliva. Durante todos estos años Católica peleaba los primeros lugares en los campeonatos de Pichincha e Interandinos.

### Los años 1970: dos subcampeonatos y primeras participaciones internacionales
En la época del 70, se empiezan a disputar los campeonatos nacionales como se juegan hasta el momento. En 1971 Universidad Católica empieza a lograr resultados muy importantes con triunfos categóricos antes equipos importantes como Barcelona, Emelec, El Nacional y el Estadio se llenaba con hinchas camarattas.
Para 1973, el equipo se planteó lograr títulos importantes y se empezó a configurar la conformación de un gran plantel. Ese año Universidad Católica fue Subcampeón Nacional, clasificando por primera vez a la Copa Libertadores de América, enfrentando en 1974 a El Nacional que quedó Campeón de Ecuador, y a los equipos peruanos del Sporting Cristal y Defensor Lima. No se logró clasificar a la siguiente ronda, pero se hizo un muy buen papel considerando que era el primer roce internacional del equipo. Este equipo estuvo compuesto por Romera en al arco, Méndez, Portilla, Carrera y Cajape, Tapia, Marcelo Zambrano, Mantilla, Vera, Villalba y Larrea. Entrenador Alberto Spencer.
Luego de esta participación internacional en 1974, la dirigencia buscó darle más protagonismo al Club.
En 1976, se organizó un Campeonato Sudamericano de Equipos Profesionales de Fútbol que dependían de Centros de Estudios Superiores, jugando partidos contra Universitario de Deportes y Universidad de Chile, tanto en Lima como en Santiago. Lamentablemente por un tema de costos, nunca se terminó de jugar este campeonato.
En 1979 fue otra temporada histórica para el Club, pero de ingrata recordación. Universidad Católica fue subcampeón nacional. Emelec que disputa el campeonato con Católica, ganó al Manta Sport y quedó campeón. Emelec ganó ese partido por 2-0 al Manta Sport en el Estadio Jocay de Manta donde los eléctricos ganaron el campeonato, quitándole el título de Campeón a Universidad Católica, dejándolo como “sub-campeón”.

### Los años 1980: segunda participación internacional, pérdida de protagonismo y abandono de la PUCE
En 1980, Universidad Católica participó nuevamente en Copa Libertadores de América, jugando contra Emelec y los equipos colombianos de América de Cali e Independiente Santa Fe. Los partidos contra Emelec fueron especialmente importantes porque se comentaba que ahí se demostraría, en la cancha, quién debía ser el real Campeón del Ecuador. Universidad Católica ganó por 5-0 al Emelec en esta Copa Libertadores, y el comentarista Blasco Moscoso Cuesta relataba “Aquí en la cancha estamos viendo con fútbol al verdadero Campeón del Ecuador. Además ganó 4-2 al América de Cali y 1-0 al Independiente Santa Fe, con gol de Antonio Arias.
En los años 80´s, el equipo estuvo conformado por grandes figuras como Ítalo Estupiñán, Polo Carrera, Washington Méndez, Vinicio Ron, Francisco Cajape, John Landeta, Ricardo Romera, Carlos Veglio, Roberto Chale, Mario Enrique Raffart, Juan Ramón Silva, entre otros.
El equipo durante todos estos años se ganó los apelativos de “Trencito Azul” por su uniforme, y “Equipo Camaratta”, por un Padre Sacerdote de la Universidad Virgilio Camaratta, que era muy cercano y vinculado al Club, entonces la gente la Universidad empezó a decirle el “equipo Camaratta”.
A finales de los ochenta la Pontificia Universidad Católica del Ecuador abandonó al equipo lo que significó la pérdida de protagonismo del equipo a nivel nacional.

### Los años 1990: altibajos y retorno a la Serie B
Realmente hablar de la década de los 90 resulta una de las épocas más duras de Universidad Católica, pues tras descender de la categoría de privilegio en 1992, “rápidamente” en 1993 el Trencito Azul descendió a segunda categoría y gracias a algunos hinchas el equipo no desapareció. Desde 1994 el equipo estuvo en la Segunda Categoría; situación realmente dura tras vivir previamente lustros de gloria en donde el equipo fue siempre protagonista a nivel nacional e internacional; sin embargo se encaró con entereza y amor por la divisa.
El estar en esta serie con canchas, arbitrajes y asistencias limitadas, fue francamente muy duro; la prensa poco difundía lo que acontecía en estas categorías y el equipo, aunque siempre estuvo en instancias finales le era difícil conseguir el objetivo; década muy triste en que muchos de los hinchas hasta se cambiaron de camiseta y prácticamente se perdió una generación de fanáticos.
Dirigentes como Mario Núñez, Galo Sánchez, Mauricio Fernández, José Salvador, Oswaldo Paredes, Carlos Salazar, Francisco Pozo y Mario Báez entre otros comandaban las actividades dirigenciales de ese entonces, bajo el apoyo de siempre del Dr. Fidel Egas; equipos rivales como el modesto 3 de Julio de Santo Domingo de los Colorados, el desafiliado Talleres también de Santo Domingo de los Colorados, el desaparecido Independiente también de Santo Domingo de los Colorados, el aguerrido América de Quito, la modesta UTE de Quito, el modesto Independiente José Terán de Sangolquí, el modesto Flamengo de Latacunga, el modesto Deportivo Saquisilí, el modesto Star Club de Riobamba, el modesto Sonorama también de Riobamba, el modesto Deportivo Otavalo, la aguerrida Liga de Cuenca y el aguerrido Esmeraldas Petrolero de Esmeraldas, solo por citar algunos, fueron los grandes escollos que en su turno nos enfrentamos.
Un grupo pequeño de hinchas apoyaban en La Armenia y en Sangolquí en donde generalmente jugábamos de local, nunca faltaban: Cécil Montero, Oswaldo Paredes padre e hijo, Mauricio Fernández, Galo Sánchez, Byron Granda, Edmundo Hurtado, Francisco Pozo, Marcelo Herrera y Galo Raza………no fallaban!!!.
Jugadores como Juan Gonzalón, Andrés Rivadeneira, Santiago Tarré, Pozo, Zambrano, Pablo Andrade, Eduardo Cobo, entre otros desfilaron por Católica, pero no fue sino hasta finales de 1998 en donde Universidad Católica se corona campeón de la Segunda Categoría y asciende a la Serie B, ganando los 2 partidos contra Liga de Cuenca, por goleada de 5-3 en Cuenca y 2-0 en Quito.
Los principales protagonistas bajo la dirección del DT Víctor Manuel Battaini y el Capitán Hugo Bedoya como Preparador Físico, fueron los siguientes jugadores: Sandro Borja, Oscar Sotalín, Italo Barahona, Raúl Guerrón, José Cevallos, Byron Flores, Carlos Preciado, Oscar Lara, José Padilla, Danny Tasiguano, Marco Monta, Kelvin Vélez, Pablo Coba, Diego Godoy, Douglas Intriago, Patricio Vargas, Carlos Quiñónez, Waldier Verdugo, entre otros. Fue una tarea titánica de muchas vivencias y anécdotas, que tuvieron un final feliz con el regreso de los equipos a Primera.

### Los años 2000: retorno a la Serie A tras 15 años, un descenso y un ascenso
Su mejor performance desde el ascenso la logró en la temporada 2001, que contó con un alto dramatismo y competitividad ya que participaron de esa edición equipos históricos de la Serie A como Liga de Quito, Deportivo Cuenca, Técnico Universitario, Deportivo Quevedo, Esmeraldas Petrolero y Audaz Octubrino. En ese torneo, U. Católica obtuvo el 7.º lugar, con 38 puntos.
En los años 2002, 2003 y 2006 estuvo a punto de ascender a Primera Categoría, pero finalmente no pudo hacerlo.
A finales del 2007, 15 años después del descenso e infierno, Universidad Católica logra el tan ansiado ascenso a la Serie A del Campeonato Nacional. Un recordado triunfo en Manta ante el Manta F.C. por 3-2 nos dio este histórico triunfo, con goles de Walter Iza, Vilson Rosero y en los minutos finales el gol del ascenso del argentino Diego Figueroa, que dejaba atrás 15 años de frustraciones.
En 2008 participó en la serie de privilegio, realizando una mala campaña en la cual quedó penúltimo puesto, esto hizo que Católica descendiera nuevamente a la Serie B al final de la temporada.
En 2009 participó nuevamente en la Serie B, realizando una buena campaña en la cual quedó el segundo puesto al mando de Renato Salas. Esto hizo que el Club ascendiera nuevamente a la Serie A, consiguiéndolo a finales del 2009.

### Los años 2010: otra caída
En el 2010, después de contrataciones de jugadores con nombres importantes y que hacían suponer una campaña interesante, su vuelta a la Serie A le duró tan solo un año, ya que volvió a descender a la Serie B para 2011. El año empezó con Renato Salas como DT, pero debido a los malos resultados en las primeras fechas, este cedió su puesto al chileno Fernando Díaz (extécnico de Liga de Quito). Tras una serie de malos resultados y puntos perdidos como local, el chileno Díaz es cesado de su cargo y el equipo pasa a manos del argentino Patricio Lara, técnico de la Reserva en ese entonces que tenía a ese equipo en Primer Lugar. Después de algunos partidos y de una derrota frente a Olmedo de Riobamba, por 2 a 1 en el Atahualpa, Patricio Lara deja el primer equipo. Desde ese partido hasta el final del torneo, el equipo estuvo dirigido por el argentino Jorge Célico, quién dirigía las divisiones inferiores y reserva de Universidad Católica en ese momento. Curiosamente, a finales del 2010, el primer equipo descendía nuevamente a la Serie B, mientras que el equipo de Reserva quedaba Campeón del Torneo Nacional de Reservas.
Sin embargo, el club vuelve al torneo local obteniendo magros resultados. En los últimos tramos de la competencia termina en posiciones postreras, perdiendo encuentros increíbles como el de Macará donde los camarattas cayeron 3 a 2 en el Atahualpa. En este último encuentro, el entrenador Renato Salas ya había presentado su renuncia debido al bajo rendimiento del plantel. Desde ese partido hasta la última fecha, el equipo estuvo adiestrado por el chileno Fernando Díaz (extécnico de Liga de Quito). Otra dolorosa derrota fue la sufrida, también en calidad de visitante, frente a Barcelona, por 5 a 1. En este último encuentro, el entrenador Fernando Díaz ya había presentado su renuncia debido al bajo rendimiento del plantel. Desde ese partido hasta el final del torneo, el equipo estuvo adiestrado por el argentino Patricio Lara. Otra estrepitosa caída fue la sufrida, también en calidad de local, cayó frente a Olmedo, por 2 a 1 en el Atahualpa. En este último encuentro, el entrenador Patricio Lara ya había presentado su renuncia debido al bajo rendimiento del plantel. Desde ese partido hasta el final del torneo, el equipo estuvo adiestrado por el argentino Jorge Célico (extécnico del El Nacional).
Con el trasandino en la banca los resultados no mejoraron mucho, pues llegó a la última fecha del torneo en el penúltimo lugar de la tabla con 40 puntos, posición que lo sentenciaba al descenso a la Serie B, y con la complicación de jugar su última opción de local ante Emelec, quien con un ganando obtenía su triunfo ante el trencito azul. A esas alturas, solo una derrota Independiente, rival directo en la lucha por no descender a la Serie B, Barcelona debía ganar ante Independiente. La hazaña no se logró, pues los rayados del valle y del pueblo cayeron con los toreros y finalmente Universidad Católica cayó estrepitosamente e inapelablemente por 3 a 2 ante los eléctricos en el Estadio Olímpico Atahualpa, en una jornada que terminó con el subtítulo del Emelec que salió como vicecampeón en la final contra Liga de Quito el equipo de Jorge Sampaoli perdería sus 2 partidos en Quito perdía 2 a 0, luego en Guayaquil ganaba al cuadro albo 1 a 0 con el cual Emelec no se coronó campeón sino coronó vicecampeón, mientras que Liga de Quito cayera estrepitosamente por 1 a 0 frente a los eléctricos, pero los albos ganaba el marcador global de 2 a 1 ante los eléctricos con gol de diferencia a favor de los albos, los albos ganaba el 10.º título para los albos y el descenso directo del trencito azul a la Serie B en un año donde los refuerzos extranjeros no fueron gravitantes en los partidos y el rendimiento del club, tanto de local como de visita, se vio muy mermado.
Con este antecedente, en Universidad Católica se decidió seguir apostando por el proyecto de jóvenes jugadores que habían quedado campeones de Reserva en 2010, y para la Serie B del 2011, se jugó con este mismo joven equipo, más unos pocos refuerzos, dirigidos nuevamente por su mentor, Jorge Célico. Este año el joven plantel estuvo muy cerca de ascender, lamentablemente nos quedamos a 1 punto de lograrlo, intentó a ascender pero no lo consiguió y debimos permanecer un año más en la Serie B, pero sin perder la fe en el proyecto que se llevaba adelante.

### 2012: regreso a la Serie A
En 2012, este mismo equipo, con 21 años de edad en promedio y liderado por su capitán Facundo Martínez, más unos pocos refuerzos como los argentinos Hernán Galíndez, Fernando López, y el uruguayo Diego Benítez, volvió a ser protagonista de la Serie B de principio a fin, logrando nuevamente su ascenso a la Serie A con unas fechas de antelación al final del campeonato. El 24 de noviembre, se coronó Campeón de la Serie B y regresaba a la serie de privilegio después de 2 años, siempre de la mano del DT argentino Jorge Célico, con Patricio Lara como AT y Diego Cuvi como PF. El proyecto empezaba a dar sus frutos.
El 11 de noviembre de 2012, de la mano del entrenador Jorge Célico, Universidad Católica logró un triunfo en su cancha, frente a Deportivo Azogues, jugado en el Estadio Olímpico Atahualpa, Universidad Católica se impuso por 3 a 1 con 2 tantos de Diego Benítez y Jorge Cuesta. El equipo quiteño no solo ganó la Segunda Etapa y el campeonato anual, sino que también la Primera Etapa, luego el 24 de noviembre disputada en el este mismo estadio, empató como local ante el Deportivo Quevedo sin goles, sellando su regreso a la Serie A, luego de estar 2 años en la Serie B y de paso, selló el cuarto ascenso de su rival en su historia, resultado que le permitió ocupar el primer lugar del torneo, ganando de esa manera su retorno a la serie de privilegio para la temporada 2013 y consumó su regreso a la tierra prometida. Aquí de victorias sería definitiva, sería la última en la división de ascenso. La Universidad Católica no volvería a pisar en la Segunda División. El regreso del equipo a Quito fue muy emotivo y con un emotivo recibimiento de parte de los hinchas camarattas, que incluso el propio equipo recibió el homenaje, de parte del rector de la Pontificia Universidad Católica del Ecuador Dr. Manuel Corrales Pascual y recibieron también el saludo del equipo chileno de la Universidad Católica de Chile, a través de Twitter. Los dos equipos se fueron a la Serie A.
Para el año 2013, nuevamente con Jorge Célico a la cabeza, seguimos confiando en este joven proyecto de 22 años en promedio, manteniendo todo el plantel de jugadores que ascendió en 2012, incorporando unos refuerzos importantes como Federico Laurito, Pablo Palacios, Carlos Quillupangui, más algunos jóvenes jugadores que seguirán aportando a este proyecto de jóvenes promesas del fútbol ecuatoriano.
El sábado 26 de enero del 2013, Universidad Católica hace su re-debut en la división de honor de Ecuador logrando un autogol en el estadio Casa Blanca (0-1), con Liga de Quito en el reeditado Clásico Universitario. El gol en contra lo hizo el Galo Corozo.

### 2019: un año histórico
Para la temporada 2019, el equipo mantiene la base de su plantilla 2018, más algunas incorporaciones importantes como: los delanteros extranjeros: Luis Amarilla y Bruno Vides y el ecuatoriano Bryan Oña, el defensa ecuatoriano Édison Carcelén, los mediocampistas: Matías Rodríguez argentino y el ecuatoriano Diego Armas.
Esta temporada significó grandes hazañas para la escuadra del Trencito Azul, por ejemplo la remontada en tierra araucana ante el grande Colo-Colo y la goleada ante el peruano Melgar clasificándose por primera vez a los octavos de la Copa Sudamericana. Para esta nueva fase se debió enfrentarse a la escuadra de Independiente de Avellaneda, otro grande en el fútbol sudamericano. A pesar de que no se logró la clasificación, el conjunto camaratta mostró un gran nivel futbolístico frente a Independiente, quedando el marcador global 3-3 ganando Independiente por gol visitante.
El 13 de julio de 2019, se consiguió la mayor victoria, ante nuestro clásico rival Liga de Quito por 5-1 en condición de visitante de la mano del técnico Santiago Escobar, marchando en los primeros lugares del torneo doméstico del fútbol nacional organizado por la Liga Pro, actualmente encontrándonos segundos de la tabla general con 37 puntos +20 de gol diferencia, a falta de 13 fechas por disputarse, y a la espera de los playoffs.
Una vez culminada la fase regular, y con la amargura de no clasificar a Copa Libertadores de manera directa al perder en la última fecha con el recién descendido América de Quito por 1-0, la Universidad Católica clasificó a los playoffs de la Liga Pro ubicándose en el tercer puesto, enfrentándose a Liga de Quito por los cuartos de final, donde una vez más la Universidad Católica fue capaz de superar a Liga con un marcador de 2-3 en condición de visitante; sin embargo en condición de local se cayó por un marcador de 2-0 terminando con las aspiraciones de quedar campeón por primera vez en la historia.

### Temporada 2020
Para la nueva campaña, se incorporó a los argentinos: Manuel Insaurralde, proveniente de San Lorenzo y Nazareno Bazán, proveniente de Vélez Sarsfield. Durante la primera fase de Copa Sudamericana 2020, el equipo enfrentó a Lanús de Argentina, en la ida el partido terminó 3-0 a favor de los argentinos; mientras que en la vuelta el partido se ganó 2-0, terminando con la eliminación en primera fase con marcador global de 3-2.
En la LigaPro, Universidad Católica se encontraba tercero en la tabla de posiciones ante el parón del fútbol mundial debido a la propagación del COVID-19. Con el regreso del fútbol, la Chatoleí sorprendió con una excelente campaña en la que culminó cuarto en la tabla acumulada lo que hizo que el club logre un histórico regreso a la Copa Libertadores, tras 40 años de su última participación.

### 2021: la mejor campaña en 41 años
Para la nueva temporada, el club incorporó a jugadores como: Lisandro Alzugaray, proveniente de Aucas, Willian Cevallos, proveniente de Olmedo, Jonnathan Mina, proveniente de Deportivo Cuenca y Edder Farías, proveniente de Atlético Venezuela. El club debutó en la Copa Libertadores en Primera fase enfrentando a Liverpool de Uruguay, al que derrotó por 2:4 en el global tras perder 2:1 en Montevideo y ganar 3:0 en Quito. Clasificó a la Fase 2 donde terminó cayendo en el global por 3:2 ante Libertad de Paraguay, así culminó la participación del Trencito Azul en torneos internacionales.
En la LigaPro, el conjunto Camaratta tuvo su mejor campaña en 41 años pues al final del torneo ocupó el tercer lugar incluso llegando a disputar la segunda etapa aunque algunos tropiezos evitaron esto. El tercer lugar le permitirá volver a disputar la Copa Libertadores desde la Fase 2.  Santiago Escobar abandonó el club el 26 de octubre de 2021 en la jornada 11 de la Segunda etapa. En su reemplazo llegó el argentino Miguel Rondelli.

## Uniforme
- Uniforme titular: Camiseta azul marino, pantalón azul marino, medias azul marino.
- Uniforme alterno: Camiseta celeste, pantalón blanco, medias blancas.

| Primero | (Ver evolución) | Actual |

## Estadio

### Estadio Olímpico Atahualpa
El Estadio Olímpico Atahualpa, propiedad de la Concentración Deportiva de Pichincha en conjunto con la Asociación de Fútbol No Amateur de Pichincha, es el estadio donde juega de local la Universidad Católica. Es el quinto estadio más grande de Ecuador con una capacidad de 35 258 personas reglamentariamente. Se encuentra ubicado en el sector de El Batán de la ciudad de Quito, en la Av. 6 de Diciembre y Naciones Unidas. El Municipio de Quito fue el gestor del proyecto para la construcción del predio deportivo, mientras que la empresa Menatlas Quito C.A. estuvo a cargo de la obra. La construcción del estadio inició en mayo de 1948 y terminó en noviembre de 1951.
El estadio fue inaugurado el 25 de noviembre de 1951 con un partido amistoso entre Río Guayas de Ecuador y el Cúcuta Deportivo de Colombia, perteneciente a un cuadrangular internacional en el que también participaron la Selección de Pichincha y el Boca Juniors de Cali. Cúcuta Deportivo venció 4-3 a Río Guayas, mientras que la Selección de Pichincha igualó 2-2 con Boca Juniors de Cali, en un encuentro que no pudo finalizar por una torrencial lluvia.
A más de ser utilizado para la práctica de fútbol, se utiliza para competencias de atletismo ya que cuenta con una pista sintética, y para la presentación de espectáculos artísticos. En este estadio juega de local la Selección Ecuatoriana de Fútbol.

Panorámica del Estadio Olímpico Atahualpa.

## Rivalidades

### Clásico Universitario Ecuatoriano
Es el partido de fútbol en el que se enfrentan Club Deportivo de la Universidad Católica representante de la Pontificia Universidad Católica del Ecuador (PUCE) y Liga Deportiva Universitaria representante de la Universidad Central del Ecuador (UCE). Este segundo encuentro es el más importante y tradicional de la ciudad de Quito.
Universidad Católica y Liga Deportiva Universitaria se enfrentaron por primera vez el 28 de agosto de 1966 en el Estadio Olímpico Atahualpa. Este primer encuentro terminó ganando 3-1. Durante sus primeros años ya era un segundo partido que generaba pasiones en la ciudad quiteña, pero no fue hasta 1969 que se lo catalogó como clásico universitario.

## Datos del club
- Puesto histórico: 8.º[9]
- Temporadas en Serie A: 40 (1965-1966, 1969-1972-I, 1973-1988, 1990-II-1992-I, 2008, 2010, 2013-presente).[10]
- Temporadas en Serie B: 17 (1972-II, 1989-1990-I, 1992-II-1993, 1999-2007, 2009, 2011-2012).[10]
- Temporadas en Segunda Categoría: 7 (1967-1968, 1994-1998).
- Mejor puesto en la liga: 2.º (1973 y 1979).[11]
- Peor puesto en la liga: 12.º (1992-I).
- Mayor goleada a favor en torneos nacionales:
  - 7 - 0 contra Everest (9 de diciembre de 1970 y 10 de octubre de 1982).[12][13]
  - 6 - 2 contra Aucas (3 de agosto de 2025).
- Mayor goleada a favor en torneos internacionales:
  - 6 - 0 contra Melgar de Perú (21 de mayo de 2019) (Copa Sudamericana 2019).[14]
- Mayor goleada en contra en torneos nacionales:
  - 7 - 0 contra Emelec (20 de octubre de 2013).[15]
- Mayor goleada en contra en torneos internacionales:
  - 4 - 0 contra Fluminense de Brasil (29 de junio de 2017) (Copa Sudamericana 2017).[16]
- Empate con mayor cantidad de goles en torneos nacionales:
  - 5 - 5 contra 9 de Octubre (28 de octubre de 1984).[17]
- Máximo goleador histórico: Mario Raffart (109 goles anotados en partidos oficiales).[18]
- Máximo goleador en torneos nacionales: Mario Raffart (108 goles).[19]
- Máximo goleador en torneos internacionales: Jhon Cifuente (8 goles).
- Primer partido en torneos nacionales:
  - Universidad Católica 1 - 2 9 de Octubre (31 de octubre de 1965 en el Estadio Olímpico Atahualpa).[20]
- Primer partido en torneos internacionales:
  - El Nacional 2 - 0 Universidad Católica (17 de febrero de 1974 en el Estadio Olímpico Atahualpa) (Copa Libertadores 1974).[21]
- Equipo filial: San Antonio Fútbol Club.

### Participaciones internacionales
| Competición               | Edición                                              |
| ------------------------- | ---------------------------------------------------- |
| Conmebol Libertadores (5) | 1974, 1980, 2021, 2022, 2023                         |
| Conmebol Sudamericana (9) | 2014, 2015, 2016, 2017, 2019, 2020, 2022, 2024, 2025 |

Nota: En negrita competiciones vigentes en la actualidad.
| Conmebol Libertadores             | Conmebol Libertadores | Conmebol Libertadores | Conmebol Libertadores | Conmebol Libertadores | Conmebol Libertadores | Conmebol Libertadores | Conmebol Libertadores | Conmebol Libertadores                  |
| Edición                           | Ronda                 | PJ                    | PG                    | PE                    | PP                    | GF                    | GC                    | Goleador                               |
| --------------------------------- | --------------------- | --------------------- | --------------------- | --------------------- | --------------------- | --------------------- | --------------------- | -------------------------------------- |
| Copa de Campeones de América 1960 | Ecuador no participó  | Ecuador no participó  | Ecuador no participó  | Ecuador no participó  | Ecuador no participó  | Ecuador no participó  | Ecuador no participó  | Ecuador no participó                   |
| Copa de Campeones de América 1961 | No se clasificó       | No se clasificó       | No se clasificó       | No se clasificó       | No se clasificó       | No se clasificó       | No se clasificó       | No se clasificó                        |
| Copa de Campeones de América 1962 | No se clasificó       | No se clasificó       | No se clasificó       | No se clasificó       | No se clasificó       | No se clasificó       | No se clasificó       | No se clasificó                        |
| Copa de Campeones de América 1963 | No se clasificó       | No se clasificó       | No se clasificó       | No se clasificó       | No se clasificó       | No se clasificó       | No se clasificó       | No se clasificó                        |
| Copa de Campeones de América 1964 | No se clasificó       | No se clasificó       | No se clasificó       | No se clasificó       | No se clasificó       | No se clasificó       | No se clasificó       | No se clasificó                        |
| Copa Libertadores 1965            | No se clasificó       | No se clasificó       | No se clasificó       | No se clasificó       | No se clasificó       | No se clasificó       | No se clasificó       | No se clasificó                        |
| Copa Libertadores 1966            | No se clasificó       | No se clasificó       | No se clasificó       | No se clasificó       | No se clasificó       | No se clasificó       | No se clasificó       | No se clasificó                        |
| Copa Libertadores 1967            | No se clasificó       | No se clasificó       | No se clasificó       | No se clasificó       | No se clasificó       | No se clasificó       | No se clasificó       | No se clasificó                        |
| Copa Libertadores 1968            | No se clasificó       | No se clasificó       | No se clasificó       | No se clasificó       | No se clasificó       | No se clasificó       | No se clasificó       | No se clasificó                        |
| Copa Libertadores 1969            | No se clasificó       | No se clasificó       | No se clasificó       | No se clasificó       | No se clasificó       | No se clasificó       | No se clasificó       | No se clasificó                        |
| Copa Libertadores 1970            | No se clasificó       | No se clasificó       | No se clasificó       | No se clasificó       | No se clasificó       | No se clasificó       | No se clasificó       | No se clasificó                        |
| Copa Libertadores 1971            | No se clasificó       | No se clasificó       | No se clasificó       | No se clasificó       | No se clasificó       | No se clasificó       | No se clasificó       | No se clasificó                        |
| Copa Libertadores 1972            | No se clasificó       | No se clasificó       | No se clasificó       | No se clasificó       | No se clasificó       | No se clasificó       | No se clasificó       | No se clasificó                        |
| Copa Libertadores 1973            | No se clasificó       | No se clasificó       | No se clasificó       | No se clasificó       | No se clasificó       | No se clasificó       | No se clasificó       | No se clasificó                        |
| Copa Libertadores 1974            | Fase de grupos        | 6                     | 1                     | 2                     | 3                     | 2                     | 5                     | Jesús Villalba y Cristóbal Mantilla: 1 |
| Copa Libertadores 1975            | No se clasificó       | No se clasificó       | No se clasificó       | No se clasificó       | No se clasificó       | No se clasificó       | No se clasificó       | No se clasificó                        |
| Copa Libertadores 1976            | No se clasificó       | No se clasificó       | No se clasificó       | No se clasificó       | No se clasificó       | No se clasificó       | No se clasificó       | No se clasificó                        |
| Copa Libertadores 1977            | No se clasificó       | No se clasificó       | No se clasificó       | No se clasificó       | No se clasificó       | No se clasificó       | No se clasificó       | No se clasificó                        |
| Copa Libertadores 1978            | No se clasificó       | No se clasificó       | No se clasificó       | No se clasificó       | No se clasificó       | No se clasificó       | No se clasificó       | No se clasificó                        |
| Copa Libertadores 1979            | No se clasificó       | No se clasificó       | No se clasificó       | No se clasificó       | No se clasificó       | No se clasificó       | No se clasificó       | No se clasificó                        |
| Copa Libertadores 1980            | Fase de grupos        | 6                     | 3                     | 0                     | 3                     | 10                    | 5                     | Polo Carrera: 3                        |
| Copa Libertadores 1981            | No se clasificó       | No se clasificó       | No se clasificó       | No se clasificó       | No se clasificó       | No se clasificó       | No se clasificó       | No se clasificó                        |
| Copa Libertadores 1982            | No se clasificó       | No se clasificó       | No se clasificó       | No se clasificó       | No se clasificó       | No se clasificó       | No se clasificó       | No se clasificó                        |
| Copa Libertadores 1983            | No se clasificó       | No se clasificó       | No se clasificó       | No se clasificó       | No se clasificó       | No se clasificó       | No se clasificó       | No se clasificó                        |
| Copa Libertadores 1984            | No se clasificó       | No se clasificó       | No se clasificó       | No se clasificó       | No se clasificó       | No se clasificó       | No se clasificó       | No se clasificó                        |
| Copa Libertadores 1985            | No se clasificó       | No se clasificó       | No se clasificó       | No se clasificó       | No se clasificó       | No se clasificó       | No se clasificó       | No se clasificó                        |
| Copa Libertadores 1986            | No se clasificó       | No se clasificó       | No se clasificó       | No se clasificó       | No se clasificó       | No se clasificó       | No se clasificó       | No se clasificó                        |
| Copa Libertadores 1987            | No se clasificó       | No se clasificó       | No se clasificó       | No se clasificó       | No se clasificó       | No se clasificó       | No se clasificó       | No se clasificó                        |
| Copa Libertadores 1988            | No se clasificó       | No se clasificó       | No se clasificó       | No se clasificó       | No se clasificó       | No se clasificó       | No se clasificó       | No se clasificó                        |
| Copa Libertadores 1989            | No se clasificó       | No se clasificó       | No se clasificó       | No se clasificó       | No se clasificó       | No se clasificó       | No se clasificó       | No se clasificó                        |
| Copa Libertadores 1990            | No se clasificó       | No se clasificó       | No se clasificó       | No se clasificó       | No se clasificó       | No se clasificó       | No se clasificó       | No se clasificó                        |
| Copa Libertadores 1991            | No se clasificó       | No se clasificó       | No se clasificó       | No se clasificó       | No se clasificó       | No se clasificó       | No se clasificó       | No se clasificó                        |
| Copa Libertadores 1992            | No se clasificó       | No se clasificó       | No se clasificó       | No se clasificó       | No se clasificó       | No se clasificó       | No se clasificó       | No se clasificó                        |
| Copa Libertadores 1993            | No se clasificó       | No se clasificó       | No se clasificó       | No se clasificó       | No se clasificó       | No se clasificó       | No se clasificó       | No se clasificó                        |
| Copa Libertadores 1994            | No se clasificó       | No se clasificó       | No se clasificó       | No se clasificó       | No se clasificó       | No se clasificó       | No se clasificó       | No se clasificó                        |
| Copa Libertadores 1995            | No se clasificó       | No se clasificó       | No se clasificó       | No se clasificó       | No se clasificó       | No se clasificó       | No se clasificó       | No se clasificó                        |
| Copa Libertadores 1996            | No se clasificó       | No se clasificó       | No se clasificó       | No se clasificó       | No se clasificó       | No se clasificó       | No se clasificó       | No se clasificó                        |
| Copa Libertadores 1997            | No se clasificó       | No se clasificó       | No se clasificó       | No se clasificó       | No se clasificó       | No se clasificó       | No se clasificó       | No se clasificó                        |
| Copa Libertadores 1998            | No se clasificó       | No se clasificó       | No se clasificó       | No se clasificó       | No se clasificó       | No se clasificó       | No se clasificó       | No se clasificó                        |
| Copa Libertadores 1999            | No se clasificó       | No se clasificó       | No se clasificó       | No se clasificó       | No se clasificó       | No se clasificó       | No se clasificó       | No se clasificó                        |
| Copa Libertadores 2000            | No se clasificó       | No se clasificó       | No se clasificó       | No se clasificó       | No se clasificó       | No se clasificó       | No se clasificó       | No se clasificó                        |
| Copa Libertadores 2001            | No se clasificó       | No se clasificó       | No se clasificó       | No se clasificó       | No se clasificó       | No se clasificó       | No se clasificó       | No se clasificó                        |
| Copa Libertadores 2002            | No se clasificó       | No se clasificó       | No se clasificó       | No se clasificó       | No se clasificó       | No se clasificó       | No se clasificó       | No se clasificó                        |
| Copa Libertadores 2003            | No se clasificó       | No se clasificó       | No se clasificó       | No se clasificó       | No se clasificó       | No se clasificó       | No se clasificó       | No se clasificó                        |
| Copa Libertadores 2004            | No se clasificó       | No se clasificó       | No se clasificó       | No se clasificó       | No se clasificó       | No se clasificó       | No se clasificó       | No se clasificó                        |
| Copa Libertadores 2005            | No se clasificó       | No se clasificó       | No se clasificó       | No se clasificó       | No se clasificó       | No se clasificó       | No se clasificó       | No se clasificó                        |
| Copa Libertadores 2006            | No se clasificó       | No se clasificó       | No se clasificó       | No se clasificó       | No se clasificó       | No se clasificó       | No se clasificó       | No se clasificó                        |
| Copa Libertadores 2007            | No se clasificó       | No se clasificó       | No se clasificó       | No se clasificó       | No se clasificó       | No se clasificó       | No se clasificó       | No se clasificó                        |
| Copa Libertadores 2008            | No se clasificó       | No se clasificó       | No se clasificó       | No se clasificó       | No se clasificó       | No se clasificó       | No se clasificó       | No se clasificó                        |
| Copa Libertadores 2009            | No se clasificó       | No se clasificó       | No se clasificó       | No se clasificó       | No se clasificó       | No se clasificó       | No se clasificó       | No se clasificó                        |
| Copa Libertadores 2010            | No se clasificó       | No se clasificó       | No se clasificó       | No se clasificó       | No se clasificó       | No se clasificó       | No se clasificó       | No se clasificó                        |
| Copa Libertadores 2011            | No se clasificó       | No se clasificó       | No se clasificó       | No se clasificó       | No se clasificó       | No se clasificó       | No se clasificó       | No se clasificó                        |
| Copa Libertadores 2012            | No se clasificó       | No se clasificó       | No se clasificó       | No se clasificó       | No se clasificó       | No se clasificó       | No se clasificó       | No se clasificó                        |
| Copa Libertadores 2013            | No se clasificó       | No se clasificó       | No se clasificó       | No se clasificó       | No se clasificó       | No se clasificó       | No se clasificó       | No se clasificó                        |
| Copa Libertadores 2014            | No se clasificó       | No se clasificó       | No se clasificó       | No se clasificó       | No se clasificó       | No se clasificó       | No se clasificó       | No se clasificó                        |
| Copa Libertadores 2015            | No se clasificó       | No se clasificó       | No se clasificó       | No se clasificó       | No se clasificó       | No se clasificó       | No se clasificó       | No se clasificó                        |
| Copa Libertadores 2016            | No se clasificó       | No se clasificó       | No se clasificó       | No se clasificó       | No se clasificó       | No se clasificó       | No se clasificó       | No se clasificó                        |
| Copa Libertadores 2017            | No se clasificó       | No se clasificó       | No se clasificó       | No se clasificó       | No se clasificó       | No se clasificó       | No se clasificó       | No se clasificó                        |
| Copa Libertadores 2018            | No se clasificó       | No se clasificó       | No se clasificó       | No se clasificó       | No se clasificó       | No se clasificó       | No se clasificó       | No se clasificó                        |
| Copa Libertadores 2019            | No se clasificó       | No se clasificó       | No se clasificó       | No se clasificó       | No se clasificó       | No se clasificó       | No se clasificó       | No se clasificó                        |
| Copa Libertadores 2020            | No se clasificó       | No se clasificó       | No se clasificó       | No se clasificó       | No se clasificó       | No se clasificó       | No se clasificó       | No se clasificó                        |
| Copa Libertadores 2021            | Segunda fase          | 4                     | 1                     | 1                     | 2                     | 6                     | 5                     | Juan Tévez: 3                          |
| Copa Libertadores 2022            | Tercera Fase          | 4                     | 1                     | 2                     | 1                     | 4                     | 3                     | Ismael Díaz: 3                         |
| Copa Libertadores 2023            | Segunda Fase          | 2                     | 0                     | 1                     | 1                     | 1                     | 2                     | Ismael Díaz: 1                         |
| Copa Libertadores 2024            | No se clasificó       | No se clasificó       | No se clasificó       | No se clasificó       | No se clasificó       | No se clasificó       | No se clasificó       | No se clasificó                        |
| Copa Libertadores 2025            | No se clasificó       | No se clasificó       | No se clasificó       | No se clasificó       | No se clasificó       | No se clasificó       | No se clasificó       | No se clasificó                        |
| Total                             |                       | 22                    | 6                     | 6                     | 10                    | 23                    | 20                    | Ismael Díaz: 4                         |

| Conmebol Sudamericana  | Conmebol Sudamericana  | Conmebol Sudamericana | Conmebol Sudamericana | Conmebol Sudamericana | Conmebol Sudamericana | Conmebol Sudamericana | Conmebol Sudamericana | Conmebol Sudamericana                           |
| Edición                | Ronda                  | PJ                    | PG                    | PE                    | PP                    | GF                    | GC                    | Goleador                                        |
| ---------------------- | ---------------------- | --------------------- | --------------------- | --------------------- | --------------------- | --------------------- | --------------------- | ----------------------------------------------- |
| Copa Sudamericana 2002 | No se clasificó        | No se clasificó       | No se clasificó       | No se clasificó       | No se clasificó       | No se clasificó       | No se clasificó       | No se clasificó                                 |
| Copa Sudamericana 2003 | No se clasificó        | No se clasificó       | No se clasificó       | No se clasificó       | No se clasificó       | No se clasificó       | No se clasificó       | No se clasificó                                 |
| Copa Sudamericana 2004 | No se clasificó        | No se clasificó       | No se clasificó       | No se clasificó       | No se clasificó       | No se clasificó       | No se clasificó       | No se clasificó                                 |
| Copa Sudamericana 2005 | No se clasificó        | No se clasificó       | No se clasificó       | No se clasificó       | No se clasificó       | No se clasificó       | No se clasificó       | No se clasificó                                 |
| Copa Sudamericana 2006 | No se clasificó        | No se clasificó       | No se clasificó       | No se clasificó       | No se clasificó       | No se clasificó       | No se clasificó       | No se clasificó                                 |
| Copa Sudamericana 2007 | No se clasificó        | No se clasificó       | No se clasificó       | No se clasificó       | No se clasificó       | No se clasificó       | No se clasificó       | No se clasificó                                 |
| Copa Sudamericana 2008 | No se clasificó        | No se clasificó       | No se clasificó       | No se clasificó       | No se clasificó       | No se clasificó       | No se clasificó       | No se clasificó                                 |
| Copa Sudamericana 2009 | No se clasificó        | No se clasificó       | No se clasificó       | No se clasificó       | No se clasificó       | No se clasificó       | No se clasificó       | No se clasificó                                 |
| Copa Sudamericana 2010 | No se clasificó        | No se clasificó       | No se clasificó       | No se clasificó       | No se clasificó       | No se clasificó       | No se clasificó       | No se clasificó                                 |
| Copa Sudamericana 2011 | No se clasificó        | No se clasificó       | No se clasificó       | No se clasificó       | No se clasificó       | No se clasificó       | No se clasificó       | No se clasificó                                 |
| Copa Sudamericana 2012 | No se clasificó        | No se clasificó       | No se clasificó       | No se clasificó       | No se clasificó       | No se clasificó       | No se clasificó       | No se clasificó                                 |
| Copa Sudamericana 2013 | No se clasificó        | No se clasificó       | No se clasificó       | No se clasificó       | No se clasificó       | No se clasificó       | No se clasificó       | No se clasificó                                 |
| Copa Sudamericana 2014 | Segunda fase           | 4                     | 1                     | 2                     | 1                     | 3                     | 4                     | Henry Patta, Armando Wila y Facundo Martínez: 1 |
| Copa Sudamericana 2015 | Primera fase           | 2                     | 0                     | 1                     | 1                     | 1                     | 2                     | Facundo Martínez: 1                             |
| Copa Sudamericana 2016 | Primera fase           | 2                     | 0                     | 1                     | 1                     | 1                     | 2                     | Jonathan Lucas: 1                               |
| Copa Sudamericana 2017 | Segunda fase           | 4                     | 2                     | 0                     | 2                     | 7                     | 7                     | Jhon Cifuente: 5                                |
| Copa Sudamericana 2018 | No se clasificó        | No se clasificó       | No se clasificó       | No se clasificó       | No se clasificó       | No se clasificó       | No se clasificó       | No se clasificó                                 |
| Copa Sudamericana 2019 | Octavos de final       | 6                     | 3                     | 1                     | 2                     | 10                    | 4                     | Jeison Chalá, Bruno Vides y Walter Chalá: 2     |
| Copa Sudamericana 2020 | Primera fase           | 2                     | 1                     | 0                     | 1                     | 2                     | 3                     | Walter Chalá y Juan Tévez: 1                    |
| Copa Sudamericana 2021 | No se clasificó        | No se clasificó       | No se clasificó       | No se clasificó       | No se clasificó       | No se clasificó       | No se clasificó       | No se clasificó                                 |
| Copa Sudamericana 2022 | Fase de grupos         | 6                     | 1                     | 2                     | 3                     | 7                     | 8                     | Ismael Díaz y Cristian Martínez: 2              |
| Copa Sudamericana 2023 | No se clasificó        | No se clasificó       | No se clasificó       | No se clasificó       | No se clasificó       | No se clasificó       | No se clasificó       | No se clasificó                                 |
| Copa Sudamericana 2024 | Dieciseisavos de final | 9                     | 4                     | 3                     | 2                     | 12                    | 5                     | Ismael Díaz: 5                                  |
| Total                  |                        | 35                    | 12                    | 10                    | 13                    | 43                    | 35                    | Jhon Cifuente: 8                                |

### Resumen estadístico
- Última actualización: 26 de mayo de 2024.

| Competición                        | Part | PJ   | PG  | PE  | PP  | GF   | GC   | DG  | PTS  | Mejor resultado  |
| ---------------------------------- | ---- | ---- | --- | --- | --- | ---- | ---- | --- | ---- | ---------------- |
| Torneos nacionales                 |      |      |     |     |     |      |      |     |      |                  |
| Campeonato Ecuatoriano de Fútbol   | 33   | 1162 | 400 | 316 | 446 | 1494 | 1532 | -38 | 1516 | Subcampeón       |
| Copa Ecuador                       | 1    | 2    | 0   | 1   | 1   | 1    | 3    | -2  | 1    | 16/Avos de final |
| Torneos internacionales            |      |      |     |     |     |      |      |     |      |                  |
| Copa Libertadores de América       | 5    | 22   | 6   | 6   | 10  | 23   | 20   | +3  | 24   | Fase de grupos   |
| Copa Sudamericana                  | 9    | 35   | 12  | 10  | 13  | 43   | 35   | +8  | 46   | Octavos de final |
| Torneos provinciales               |      |      |     |     |     |      |      |     |      |                  |
| Campeonato Profesional Interandino | 3    | 47   | 16  | 16  | 15  | 60   | 52   | +8  | 64   | Campeón          |
| Total                              | 48   | 1257 | 430 | 345 | 482 | 1608 | 1635 | -27 | 1635 | 1 título         |

## Jugadores

### Plantel 2025
- Los equipos ecuatorianos están limitados por la FEF a tener en su plantilla de primera división un cupo máximo de ocho futbolistas extranjeros, pero:
  - Facundo Martínez es argentino nacionalizado ecuatoriano.

### Fichajes 2025 • Invierno
| Altas           | Altas     | Altas       | Altas |
| Jugador         | Posición  | Procedencia | Tipo  |
| --------------- | --------- | ----------- | ----- |
| Mauricio Alonso | Delantero | Mushuc Runa | Libre |
| Eddy Mejía      | Defensa   | El Nacional | Libre |

| Bajas         | Bajas     | Bajas   | Bajas    |
| Jugador       | Posición  | Destino | Tipo     |
| ------------- | --------- | ------- | -------- |
| Ismael Díaz   | Delantero | León    | Traspaso |
| Milton Maciel | Delantero | Antigua | Libre    |
| Luis Castillo | Defensa   | Emelec  | Libre    |

## Registros

### Goleadores

#### Máximos goleadores históricos
| N.° | Jugador             | Temporadas                         | Goles |
| --- | ------------------- | ---------------------------------- | ----- |
| 1   | Mario Raffart       | 1974, 1977-1982, 1986-1987 y 1991. | 109   |
| 2   | Jhon Jairo Cifuente | 2016-2018, 2024                    | 74    |
| 3   | Vinicio Ron         | 1980-1985.                         | 73    |
| 4.  | Cristóbal Mantilla  | 1968-1980.                         | 71    |
| 5.  | Ismael Díaz         | 2022-2024.                         | 43    |

#### Goleadores en Campeonato Ecuatoriano de Fútbol
| N.° | Jugador             | Temporada | Goles |
| --- | ------------------- | --------- | ----- |
| 1   | Juan de Lima        | 1985      | 24    |
| 2   | Armando Wila        | 2014      | 20    |
| 3   | Jhon Jairo Cifuente | 2018      | 37    |
| 4   | Luis Amarilla       | 2019      | 19    |

Fuente: RSSSF

#### Goleadores en Campeonato Interandino
| N.° | Jugador        | Temporada | Goles |
| --- | -------------- | --------- | ----- |
| 1   | Ramón Riquelme | 1966      | 15    |

Fuente: RSSSF

#### Goleadores en torneos internacionales
| N.° | Jugador             | Torneo                 | Goles |
| --- | ------------------- | ---------------------- | ----- |
| 1   | Jhon Jairo Cifuente | Copa Sudamericana 2017 | 5     |

## Entrenadores
- Jorge Célico (21 de septiembre de 2010-5 de agosto de 2014)
- Luis Soler (5 de agosto de 2014-5 de octubre de 2014)
- Jorge Célico (5 de octubre de 2014-17 de julio de 2017)
- Patricio Lara (17 de julio de 2017-24 de julio de 2017)
- Gustavo Díaz (25 de julio de 2017-26 de agosto de 2017)
- Marcelo Romano (27 de agosto de 2017-4 de noviembre de 2017)
- Santiago Escobar (4 de noviembre de 2017-25 de octubre de 2021)
- Miguel Rondelli (26 de octubre de 2021-17 de noviembre de 2022)
- Igor Oca (28 de noviembre de 2022-11 de diciembre de 2023)
- Jorge Célico (11 de diciembre de 2023 - 20 de diciembre de 2024)
- Diego Martínez (20 de diciembre de 2024 - actualmente)

## Filial

### San Antonio Fútbol Club
San Antonio Fútbol Club es un club de fútbol ecuatoriano originario de la ciudad de Ibarra, filial del Club Deportivo Universidad Católica. Fue fundado el 25 de mayo de 2012. Desde 2024 se encuentra en la Serie B.

## Palmarés

### Torneos nacionales
| Competición                      | Títulos             | Subcampeonatos                                  |
| -------------------------------- | ------------------- | ----------------------------------------------- |
| Serie A de Ecuador (0/2)         |                     | 1973, 1979.                                     |
| Serie B de Ecuador (3/6)         | 1990-I, 2007, 2012. | 1972-II, 1989-I, 2005-C, 2006-I, 2006-II, 2009. |
| Segunda Categoría de Ecuador (1) | 1998.               |                                                 |

### Torneos provinciales
| Competición                            | Títulos           | Subcampeonatos    |
| -------------------------------------- | ----------------- | ----------------- |
| Profesional                            |                   |                   |
| Campeonato Profesional Interandino (1) | 1965.             |                   |
| Segunda Categoría de Pichincha (3/3)   | 1968, 1996, 1998. | 1994, 1995, 1997. |
| Amateur                                |                   |                   |
| Campeonato Amateur de Pichincha (1)    | 1965.             |                   |

### Torneos juveniles
| Competición                           | Títulos     |
| ------------------------------------- | ----------- |
| Campeonato Ecuatoriano de Reserva (2) | 2010, 2021. |